# مالاکستر
مالاکستر (به لاتین: Mallakastër) یک شهرستان در آلبانی است که در شهرستان فیر واقع شده‌است.